# Московское шоссе (Владикавказ)
Московское шоссе — шоссе во Владикавказе (Северная Осетия, Россия). Находится в Затеречном муниципальном округе. Является продолжением Московской улицы на юг. Начинается от улицы Калинина и заканчивается на пересечении с проспектом Коста в районе поселка Редант-1.
От Московского шоссе на запад начинается Гизельское шоссе. С востока у Московского шоссе заканчиваются улицы Генерала Мамсурова, Барбашова, Первомайская и Цомака Гадиева.

## История
Шоссе образовалось во второй половине XX века. Отмечалось на картах и планах города Орджоникидзе как Северо-Западная обводная дорога. Позже, в результате застройки северо-западных окраин города, часть обводной дороги отошла к Московской улице, а сама дорога получила наименование Московское шоссе.

## Объекты

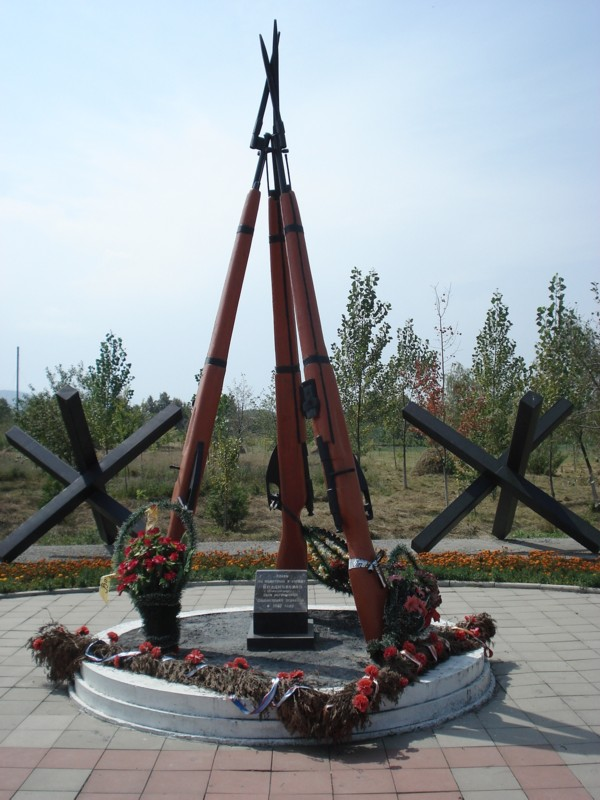
Мемориал памяти защитникам города

- Мемориал памяти защитникам города в 1942 г.
- Республиканская психиатрическая больница.
- Северокавказская студия кинохроники.
- Бывший мотель «Дарьял».
- Южная часть шоссе до пересечения с проспектом Коста разделяет Владикавказский дендрарий на его восточную и западную части[1].
- В районе бывшего мотеля «Дарьял» Московское шоссе пересекает трасса недействующей канатной дороги на Лысую гору.